# Курико
Курико (шп. Curicó) је општина у Чилеу. По подацима са пописа из 2002. године број становника у месту је био 93.447.

## Демографија
| 2002.  |
| ------ |
| 93,447 |